# Чуджиак (Аляска)
Чуджиак (англ. Chugiak) — статистически обособленная местность в США, располагается на юге штата Аляска на берегу залива Анкоридж, территориально принадлежит к боро Анкоридж. Лежит в 400 метрах к северу от города Игл-Ривер. Население на 2014 год - 10224 человека.